# پارک جونگ-بوم
پارک جونگ-بوم (انگلیسی: Park Jung-bum؛ زادهٔ۱۹۷۶ هنرپیشه، و فیلم‌نامه‌نویس اهل کره جنوبی است.